# جايسون روبين
جايسون روبين (بالإنجليزية: Jason Rubin)‏ هو أحد مؤسسي شركة نوتي دوغ مع اندي غايفن وهو مخرج العاب فيديو، ومؤلف قصص مصورة، ومؤسس شركة إنترنت، وهو معروف بفضل سلسلة العاب كراش بانديكوت التي انتجتها شركة نوتي دوغ، الشركة التي اسسها مع صديق الطفولة اندي غايفن في عام 1986 , وكان رئيساً سابقاً لشركة تي إتش كيو المنحلة.

## روابط خارجية
- جايسون روبين على موقع IMDb (الإنجليزية)